# Пінігіно
Піні́гіно (рос. Пинигино) — присілок у складі Топкинського округу Кемеровської області, Росія.

## Населення
Населення — 233 особи (2010; 277 у 2002).
Національний склад (станом на 2002 рік):
- росіяни — 96 %

## Постаті
- Береснєв Олександр Васильович (1929—2011) — доктор медичних наук, лауреат Державної премії України в галузі науки і техніки 2008 року.